# Lagazuoi-Seilbahn
| Lagazuoi-Seilbahn – Funivia Lagazuoi | Lagazuoi-Seilbahn – Funivia Lagazuoi                      |
| ------------------------------------ | --------------------------------------------------------- |
| Bergstation                          |                                                           |
| Lage:                                | Passo Falzarego VEN I                                     |
| Gebirge:                             | Lagazuoi, Dolomiten, Alpen                                |
| Gesamtlänge:                         | 1.150 m                                                   |
| Höhendifferenz:                      | 641 m 2101 m {\displaystyle \mathrm {\nearrow } } 2.742 m |
| Talstation:                          | 46° 31′ 8,9″ N, 12° 0′ 30,3″ O                            |
| Bergstation:                         | 46° 31′ 39,1″ N, 12° 0′ 32,3″ O                           |
| Fahrt                                |                                                           |
| Dauer:                               | 3 Minuten                                                 |
| Geschwindigkeit:                     | 10 m/s                                                    |
| Beförderungsleistung:                | 935 Personen/h                                            |
| Hintergrund                          |                                                           |
| Besitzer:                            | Lagazuoi S.p.A Cortina d’Ampezzo, Italien                 |
| Eröffnung:                           | 26. September 1965                                        |
| Kontakt:                             | lagazuoi.it                                               |

Die Lagazuoi-Seilbahn (ital: Funivia Lagazuoi) ist eine Luftseilbahn vom Passo di Falzarego bei Cortina d’Ampezzo auf den Kleinen Lagazuoi.
Von der auf dem Pass in 2101 m s.l.m. gelegenen Talstation fährt die Pendelbahn an einem Tragseil ohne Stützen zu der 641 m höher in 2742 m s.l.m. an die Kante einer Felswand gebauten Bergstation. Die schräge Länge beträgt 1150 m.
Die beiden Tragseile sind 56 mm stark, das Zugseil 26 mm und das Gegenseil 21 mm. Neben der Bahn hängt noch ein 15 mm starkes Seil für die Berge-Gondel. Die Tragseile sind an beiden Enden ohne Spannvorrichtung fest verankert.
Die Kabinen für 50 Passagiere sind nicht mit einem starren Gehänge, sondern mit Drahtseilen am Laufwerk angehängt. Sie fahren mit max. 10,5 m/s (37,8 km/h). Sie haben nicht, wie gewöhnlich, eine sich seitlich öffnende Schiebetür, sondern zwei nebeneinander liegende Türen, die nach oben geschoben werden. Die heutige Bahn wurde 1988 von Agudio - Poma Italia gebaut. Die ursprüngliche von Hölzl aus Meran errichtete Bahn stammt aus den 1960er Jahren.

## Unfall vom 27. Juli 1987
Am Vormittag des 27. Juli 1987 durchschnitt ein italienisches Strahlflugzeug vom Typ Aermacchi MB-326 mit seiner Tragfläche das Zugseil der Seilbahn. Die vom Flugplatz Vicenza gestartete Maschine der italienischen Luftwaffe befand sich auf einem Übungsflug und stürzte infolge der bei dem Unfall erlittenen Beschädigungen 5 Minuten danach in der Nähe von San Giorgio della Richinvelda in etwa 84 Kilometern Entfernung vom Unfallort ab. Pilot und Copilot konnten sich mit dem Schleudersitz retten und trugen nur leichte Verletzungen davon.
Die beiden Seilbahnkabinen wurden durch die Notbremsen zum Stillstand gebracht. In der wenige Sekunden vorher von der Talstation abgefahrenen unteren Kabine befanden sich neben dem Kabinenführer weitere 25 Personen, davon mussten fünf mit leichteren Verletzungen im Krankenhaus in Cortina d’Ampezzo ärztlich versorgt werden. Die von der Bergstation abgefahrene Kabine befand sich bereits über dem mehrere hundert Meter hohen Abgrund. Sie war bis auf den unverletzt gebliebenen Kabinenführer nicht besetzt gewesen.